# Leonardo Bernadotte
Leonardo Bernadotte (nome completo: Leonardo Gustavo Nicolau Paulo Bernadotte; Estocolmo, 8 de maio de 1909 – Mainau, 21 de dezembro de 2004), nascido príncipe Leonardo da Suécia, Duque de Esmolândia renunciou seus direitos ao trono para casar-se com uma plebeia. 
Em 2 de julho de 1951 foi recebido na nobreza de Luxemburgo por ato da grã-duquesa Carlota, com o título pessoal de Príncipe Bernadotte e o título hereditário de Conde de Wisborg.

## Família
Seu pai era o príncipe Guilherme da Suécia, segundo filho do rei Gustavo V da Suécia e da rainha Vitória de Baden, nascida princesa de Baden. Sua mãe, a grã-duquesa Maria Pavlovna da Rússia, era filha do grão-duque Paulo Alexandrovich da Rússia e da grã-duquesa Alexandra Georgievna, nascida princesa da Grécia. Leonardo foi o primeiro bisneto do rei Jorge I da Grécia e de sua esposa a grã-duquesa Olga Constantinovna da Rússia, sendo o único bisneto nascido durante a vida do rei Jorge I, falecido 4 anos após o nascimento de Leonardo. 

## Casamento e descendência
A 11 de março de 1932 em Londres, Leonardo Bernadotte casou-se com a plebeia Karin Emma Louise Nissvandt (7 de julho de 1911 - 9 de setembro de 1991). Eles tiveram quatro filhos:
- Condessa Brigitta (3 de maio de 1933);
- Condessa Maria (6 de novembro de 1935 - 24 de maio de 1988);
- Conde Jan (9 de janeiro de 1941 - 1 de setembro de 2021);
- Condessa Cecilia (9 de abril de 1944).

Em 9 de abril de 1972 na Ilha Mainau, Leonardo casou-se pela segunda vez com Sonja Anita Maria Hauntz (7 de maio de 1944 - 21 de outubro de 2008). Eles tiveram cinco filhos:
- Condessa Bettina (12 de março 1974);
- Conde Bjorn (13 de junho de 1975);
- Condessa Caterina (11 de abril de 1977);
- Conde Cristiano (24 de maio de 1979);
- Condessa Diana (18 de janeiro de 1982).